# ویلون (لهستان)
ویلون شهری در مرکز کشور لهستان می‌باشد که دارای جمعتی بالغ بر ۲۴٬۳۴۷ نفر در سال ۲۰۰۶ بود. در ضمن این شهر یکی از شهرهای مهم ترابری کشور لهسان می‌باشد. همچنین در این شهر یک ورزشگاه بزرگ با نام( انگلیسی: WKS Wieluń ) وجود دارد .